# Loire (departement)
 For alternative betydninger, se Loire. (Se også artikler, som begynder med Loire)
Loire ( fransk udtale ?) er et fransk departement i regionen Auvergne-Rhône-Alpes. Hovedbyen er Saint-Étienne, og departementet har 728.524 indbyggere (1999).
Der er 3 arrondissementer, 21 kantoner og 326 kommuner i Loire.